# Kostel Nanebevzetí Panny Marie (Žatec)
Římskokatolický děkanský kostel Nanebevzetí Panny Marie v Žatci je barokní sakrální stavba stojící v severní čtvrtině propojeného sledu žateckých náměstí: Svobody – Hošťálkovo – Žižkovo, proti vstupu do města Kněžskou branou. Od roku 1965 je kostel zapsán v seznamu kulturních památek.

## Historie

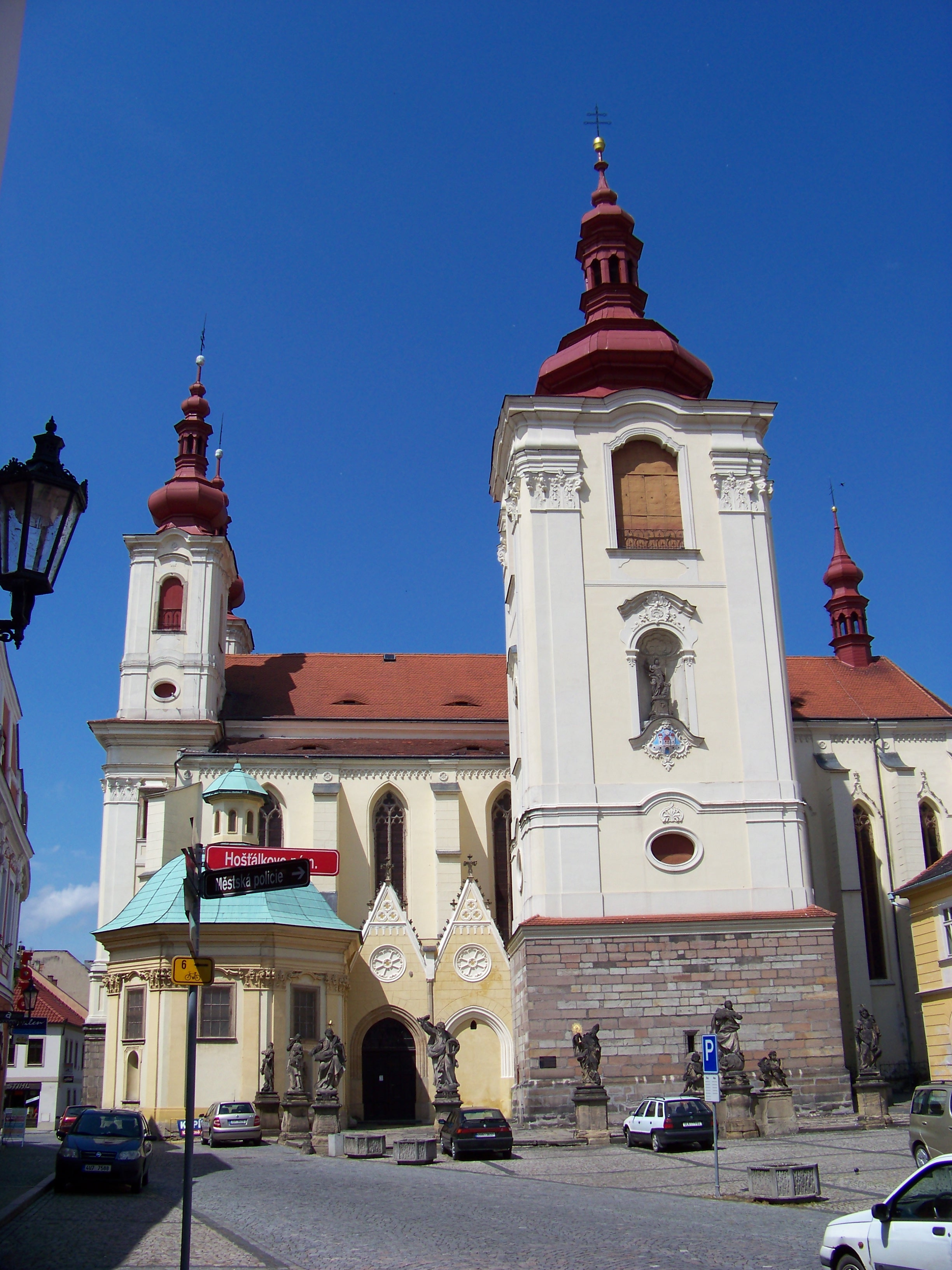
Kostel z Hošťálkova náměstí (z jihu)

Na místě kostela stál, na předhradí žateckého hradu, původní románský kostel sloužící žatecké farnosti. Ten je snad doložen v roce 1004, ale není jisté, zda se zmínka vztahuje k budově na místě dochované stavby. Podle tradice z 18. a 19. století, založené s odkazem na Daniela Adama z Veleslavína, byl základní kámen kostela položen 21. srpna 1206.
Ve 14. století tvořilo hradbami obehnané město farnost s kostelem Panny Marie. Patronátní právo ke kostelu vykonával panovník, který funkci faráře svěřoval prominentním osobnostem. V letech 1379–1380 byl farářem bývalý osobní králův kaplan Křišťan z Jesenice a v letech 1380–1411 kněz Vícemil. U kostela působili čtyři vikáři (kaplani), německý a český kazatel, sakristan a oltářníci u jednotlivých oltářů. V první polovině čtrnáctého století byla zahájena gotická přestavba, na kterou král Jan Lucemburský 6. června 1336 věnoval desátek z týdenních trhů a clo z plavby na Ohři.

## Architektura

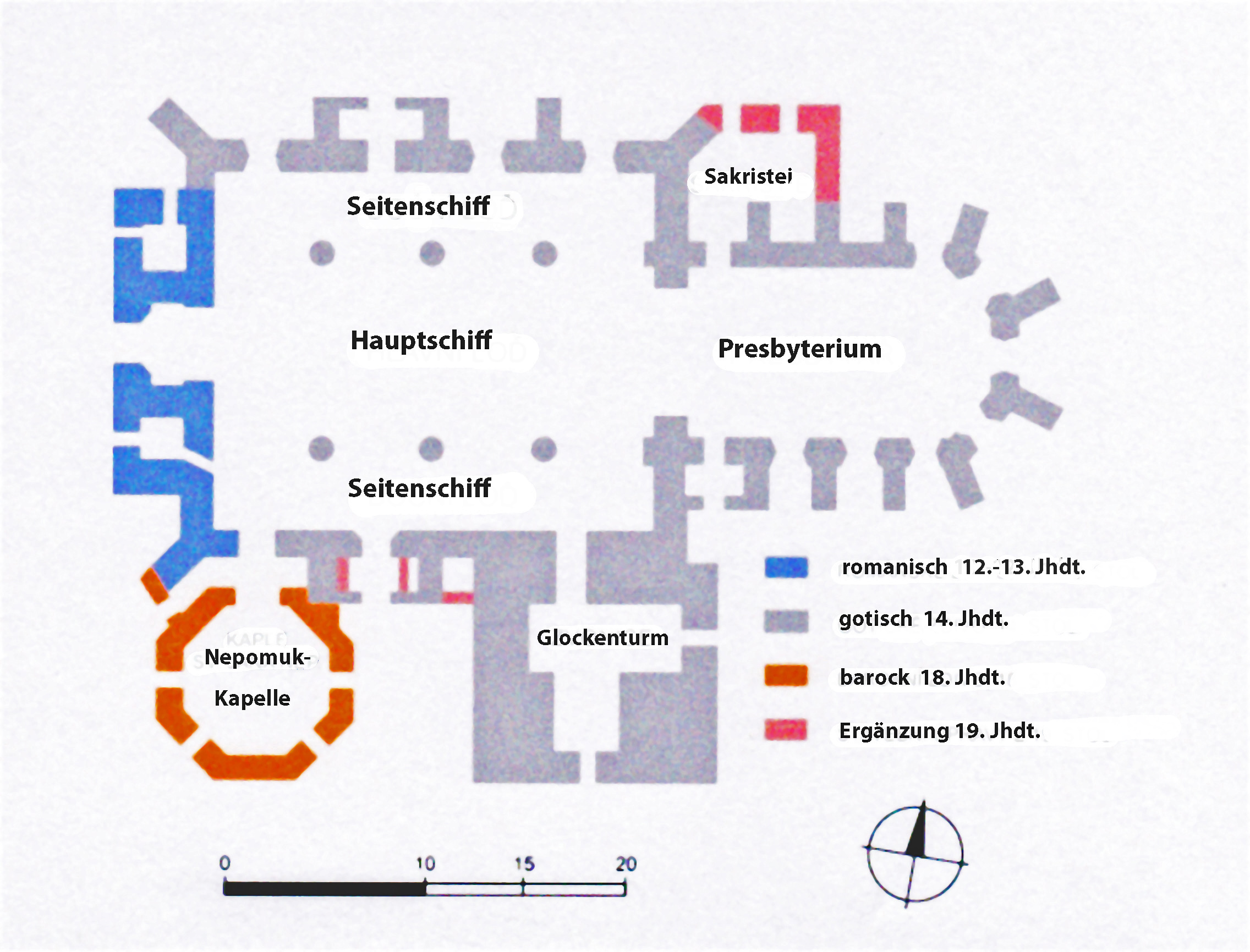
Půdorys žateckého děkanského kostela

### Stavební vývoj

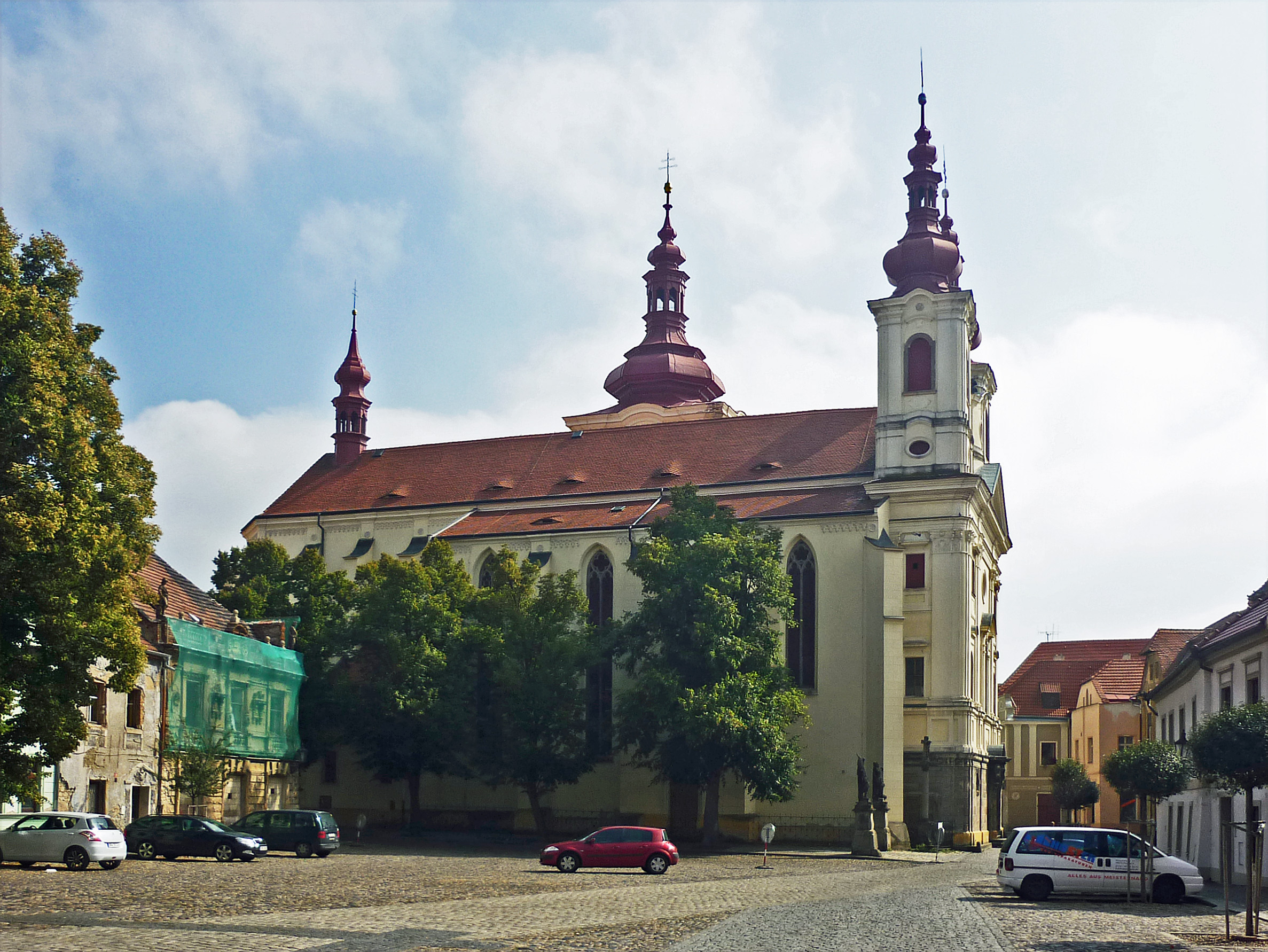
Kostel ze severu

Pozdně románský kostel byl postaven v první čtvrtině 13. století, ale je možné, že na jeho místě stála starší církevní stavba. Západní průčelí mělo charakter westwerku s dvojicí věží, které byly v úrovni pátého podlaží na všech čtyřech stranách vybaveny sdruženými okny. Dochovalo se jediné v jižní věži, ale je zakryté gotickým zdivem. Na průčelí navazovala trojlodní bazilika, která délkou dosahovala přibližně na rozhraní dochovaného trojlodí a presbytáře. Románské zdivo se v západním průčelí dochovalo do výšky korunní římsy.
Před polovinou 14. století začala gotická přestavba. Nejprve byl postaven dlouhý, trojboce zakončený presbytář a ve druhé fázi vzniklo síňové trojlodí s obvodovými zdmi založenými vně románské stavby. V osmdesátých letech 14. století byly v lodi postaveny mohutné pilíře mezilodních arkád. Třetí fází byla výstavba sakristie. Jižní zvonice je pozdně středověkého stáří a byla vybudována nejdříve na začátku 16. století. Přízemní místnost v ní byla přístupná pouze z interiéru a sloužila patrně jako trezor. Zvonové patro mělo dřevěnou bedněnou konstrukci.
Na začátku 18. století bylo barokně upraveno průčelí, snad podle projektu Pavla Ignáce Bayera. Jeho součástí byla i trojice gotických věží, které zanikly až při požáru v roce 1738. Následné opravy kostelu vtiskly barokní ráz.
V letech 1770–1773 nahradila dřevěnou část zvonice masivní jižní věž jejímž stavitelem byl Johann Paul Loschy. Důvodem výstavby nové věže byla domněnka dohlížejícího Octavia Broggia, že stávající zdivo není dostatečně pevné pro umístění velkého zvonu. Kromě dalších úprav byla v letech 1725–1728 u jihozápadního nároží přistavěna kaple svatého Jana Nepomuckého. V roce 1840 požár poškodil klenbu. Tato část kostela byla poté obnovena zednickým mistrem A. Grimmem. Helmy západních věží byly postaveny za vedení Fr. Tipmanna.

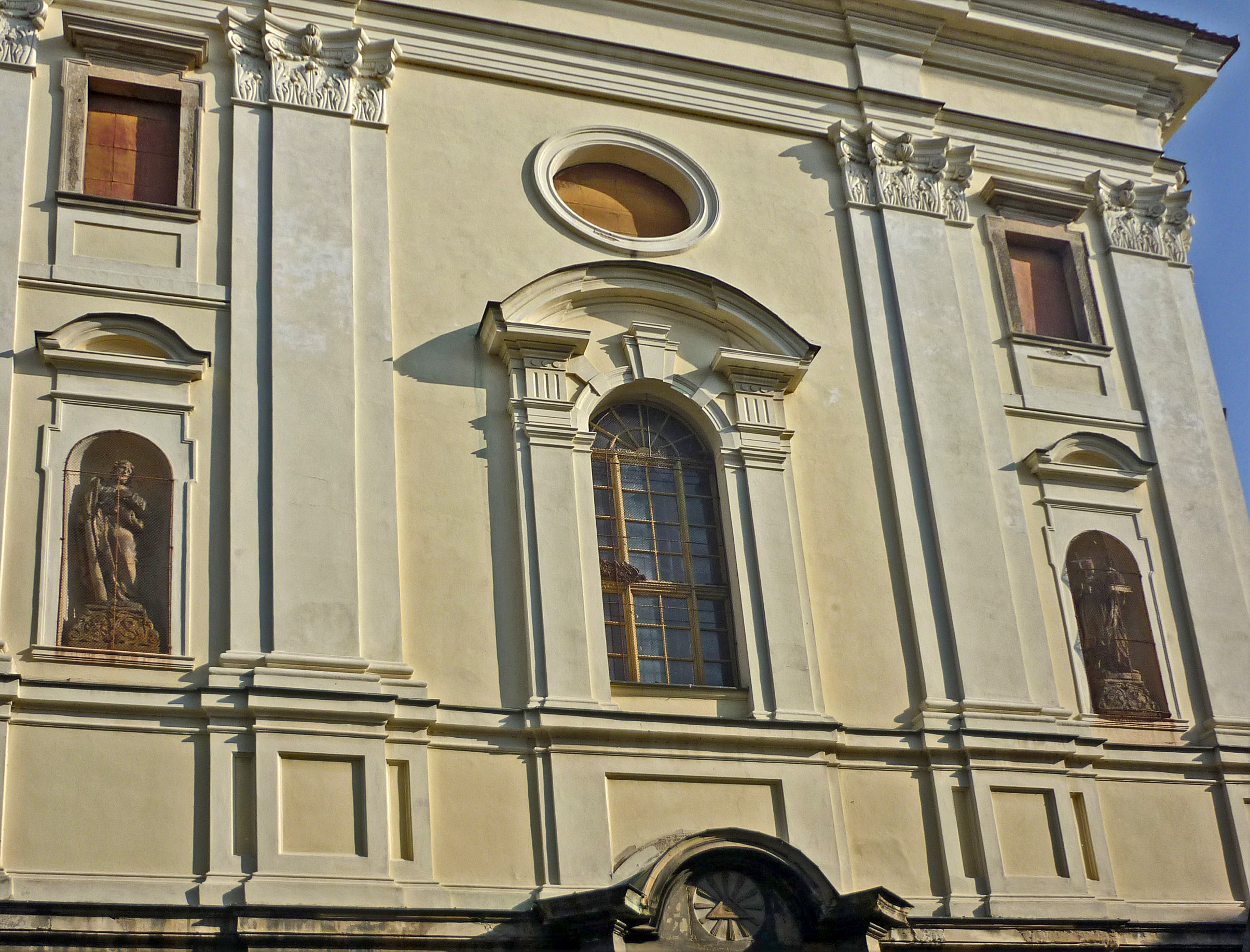
Detail průčelí kostela

Poslední větší změny podoby kostela se uskutečnily na konci 19. století, kdy budova získala novogotický charakter. Roku 1897 byly doplněny v lodi hlavice a pásy žeber, zvýšen jižní portál a zřízena gotická klenba, postavena kruchta, zvětšena některá kostelní okna, obnovena kaple svatého Jana Nepomuckého a postaven vstupní oblouk k ní. Po roce 1945 kostel chátral, opravován začal být postupně po roce 1990.

### Exteriér
Kostel tvoří síňové gotické trojlodí s užšími bočními loďmi. Má polygonální presbytář s předsíní po jižní straně. Po severní straně je sakristie a předsíň. Na západě se nachází barokní dvouvěžové průčelí. Po jižní straně kostela je zvonice. Trojlodí a presbytář jsou členěny opěráky, portály a vysokými hrotitými okny s kružbami. Západní průčelí, s portálem v ose, je sevřeno dvěma věžemi po stranách a ukončeno trojúhelníkovým štítem. Zvonice je členěna na nárožích vysokým pilastrovým řádem a kryta cibulovitou bání.
Presbytář je sklenut křížovými klenbami a v závěru je sklenut paprsčitě. Žebra dosedají na svazkovité přípory. Trojlodí má vestavěnou kruchtu. Je děleno válcovými pilíři a sklenuto křížovými klenbami na žebrech, které dosedají na konzoly. Kaple svatého Jana Nepomuckého, která je připojená k jihozápadnímu nároží kostela, je polygonální. Kaple je členěná na nárožích zevně i uvnitř pilastry a je sklenutá kupolí s lucernou. Předsíně jsou sklenuty křížovými žebrovými klenbami.

### Interiér
Nástěnné malby v presbytáři a na kruchtě pocházejí od L. Reimbotha. V kupoli kaple svatého Jana Nepomuckého se nachází freska se scénami ze života svatého Jana Nepomuckého od J. A. Czetsche (Gentsche?) z roku 1746. Fragment nástěnné malby na archivoltách vnějšího jižního portálu je v dnešní podobě dílem opravy z 19. století. Na oknech jsou sklomalby, které vznikaly od konce 19. století podle návrhu profesora Bauma a provedla je firma Tschörner.

## Zařízení

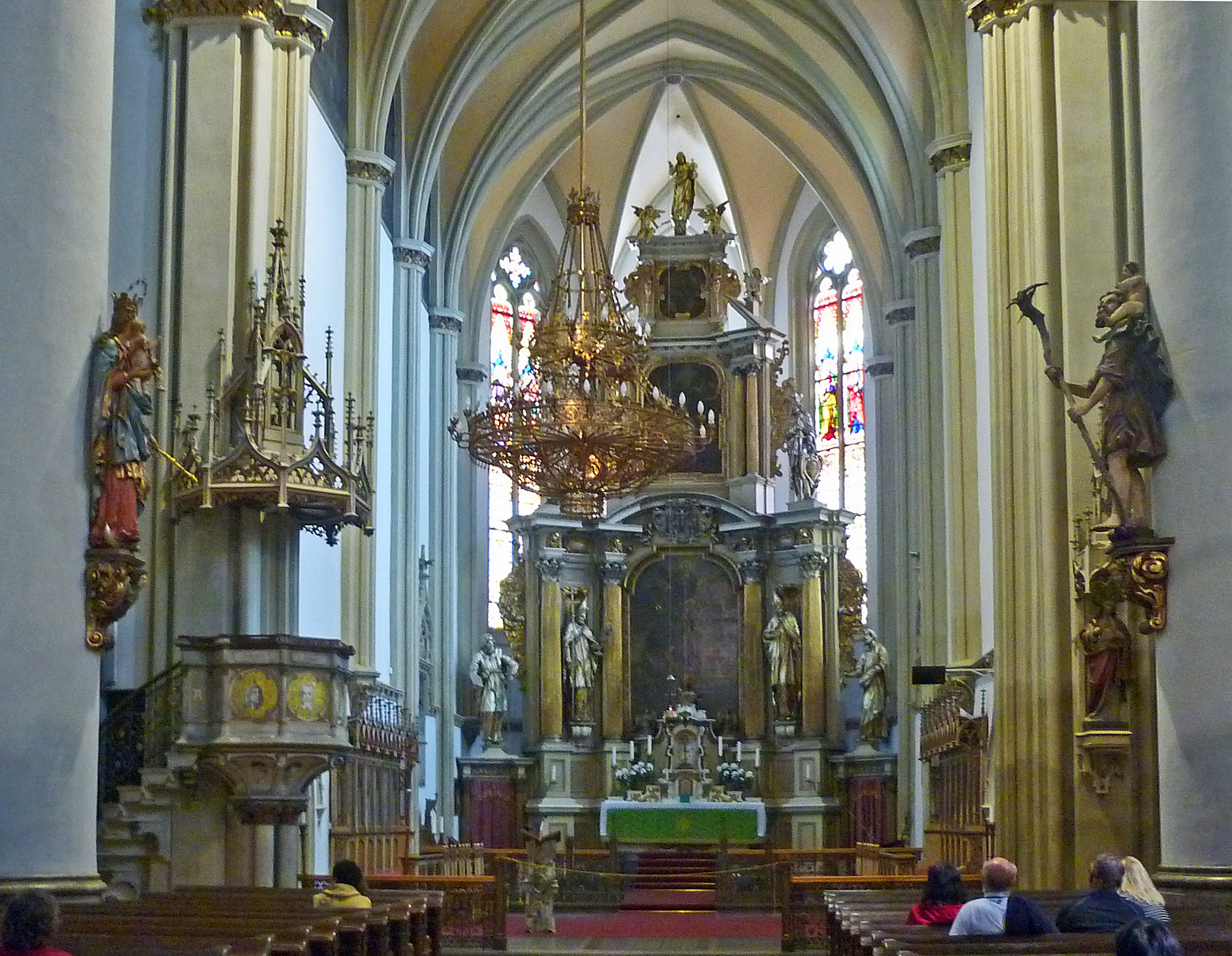
Pohled skrze loď na oltář žateckého kostela

### Trojlodí
Hlavní oltář je opatřen raně barokními sochami svatého Petra a svatého Pavla, svatého Norberta, svatého Augustina, svatého Zikmunda a svatého Václava z roku 1670, jejichž autor je Vít Styrl. Hlavní oltářní obraz Nanebevzetí Panny Marie z roku 1668 je dílem pražského malíře Antonína Stevense, od téhož umělce jsou i obrazy Svatý Norbert adoruje Nejsvětější svátost a Žehnající Bůh Otec v horní části retáblu. V roce 1838 byl spodní obraz restaurován ve Vídni. Oltář svaté Anny je pseudogotický. Oltář svaté Kateřiny je pseudogotický, nese obraz Stětí svaté Kateřiny od Antonína Stevense, který je pozůstatkem oltáře zřízeného již roku 1661. Oltář Panny Marie Bolestné je pseudogotický a nese obraz od téhož malíře (signovaný a datovaný 1661). Oltář Nejsvětější Trojice je pseudogotický. Je doplněn obrazem od Viléma Kandlera a roku 1866 je uváděn jako nový. V presbytáři jsou barokní sochy svatého Jana Nepomuckého a svatého Judy Tadeáše od J. K. Vettera. Pocházejí asi z roku 1700.
Na pilířích v lodi kostela jsou raně barokní sochy od Víta Styrla: svatý Kryštof z roku 1664, svatý Vít z roku 1665, Madona z roku 1664, svatý Josef z roku 1664 a svatý Zikmund z roku 1665. Barokní sousoší Kalvárie z roku 1666 pochází též od Víta Styrla. Bylo vytvořeno v životní velikosti. Na jeho novém podstavci, respektive na jeho soklu je nápis, který se vztahuje k padlým v první světové válce. Po jižní straně triumfálního oblouku je barokní sousoší Piety z roku 1700. Na jižní zdi po stranách oltáře Nejsvětější Trojice jsou barokní sochy svatého Šebestiána a svatého Floriána z období kolem roku 1750. Z téhož období jsou i sochy svatého Michala, svatého Mikuláše a světice s knihou, které jsou umístěné na vnitřní jižní stěně nad portálem. Soška Madony na severní stěně a sošky Madony a svatého Jana Křtitele na západní stěně pod kruchtou jsou barokní. Pod kruchtou nad portálem se nachází soška sedícího svatého Řehoře z 19. století. Do ostění západní portálu je vezděn románský reliéf svatého Petra z první poloviny 13. století. Reliéfy křížové cesty na stěnách lodi z roku 1946 jsou dílem Františka Rady. Na jižní stěně lodi je obraz svatého Josefa, který pochází patrně ze starého oltáře z roku 1749. Na severní stěně lodi je barokní obraz svatého Floriána z období kolem roku 1750. Epitaf Kateřiny Ludmily z Kolovrat pochází z roku 1646. Je z černého mramoru s erbem. Kazatelna je z doby kolem roku 1890. Obnovena byla roku 1936. Cínová barokní křtitelnice z roku 1716 je dílem J. Gölzera. Varhany z 19. století pocházejí od firmy Schiffner z Prahy. Barokní lavice, které se nacházejí pod kruchtou, jsou z konce 17. století. Lavice, které jsou v lodi byly zhotoveny v 19. století. V kostele se nacházejí barokní zpovědnice z konce 17. století a pseudogotické zpovědnice. Německý deskový obraz Madony byl namalován po polovině 16. století.

### Kaple svatého Jana Nepomuckého

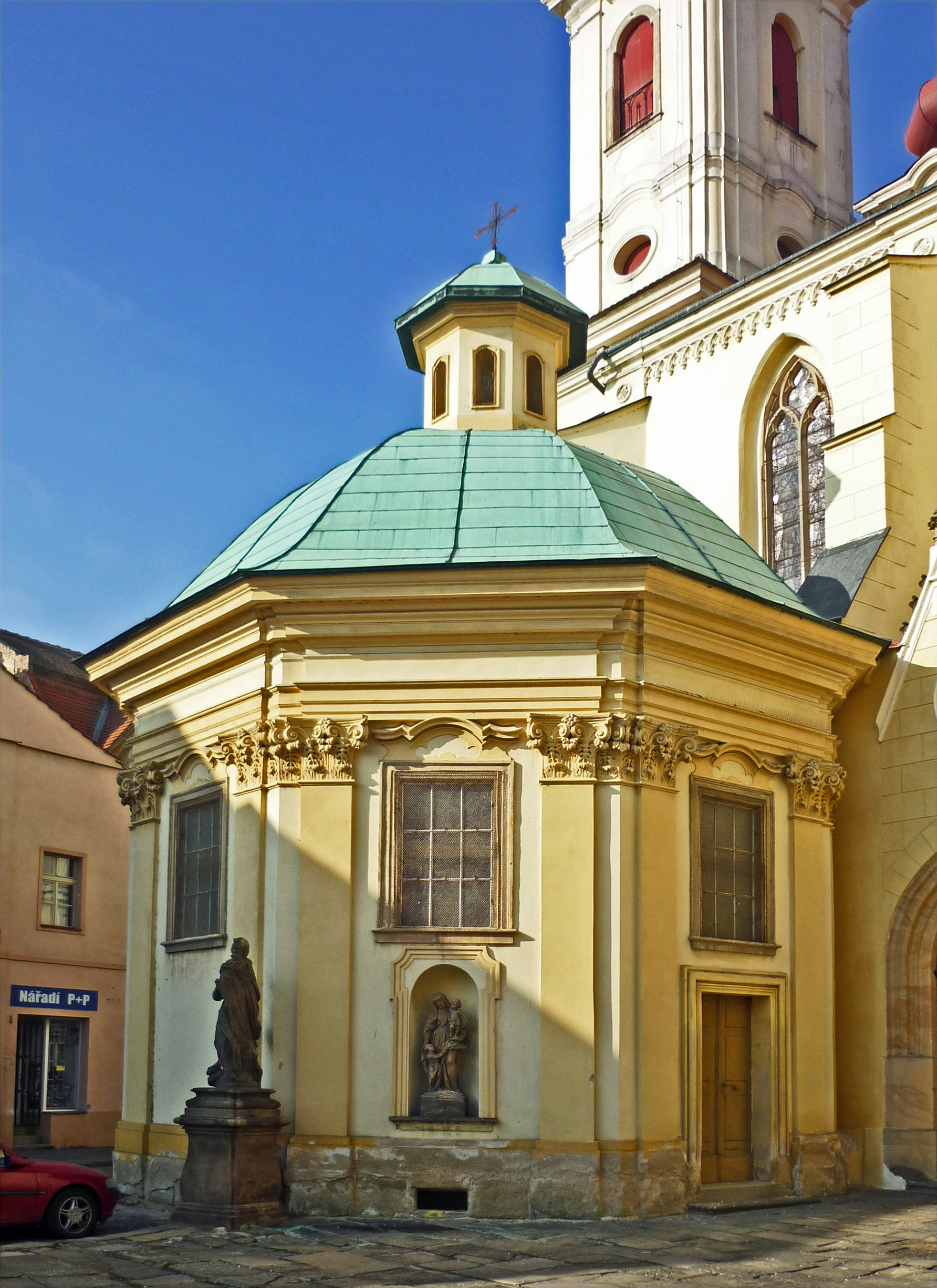
Kaple svatého Jana Nepomuckého

V kapli svatého Jana Nepomuckého je oltář z roku 1748 zasvěcený témuž světci z dílny F. Schirla. Obraz svatého Jana Nepomuckého, který je na oltáři, je dílem J. Czetsche. V nástavci oltáře je obraz Panny Marie od J. A. Brandeise. Oltář Panny Marie, který je vestavěný do niky, je barokní a pochází z období asi kolem roku 1720. Pod obrazem je reliéf Narození Páně. Po stranách tohoto oltáře jsou barokní sošky svatého Řehoře a svatého Jeronýma. Oltář Bolestné Panny Marie je opatřen barokní sochou Panny Marie. Po jeho stranách jsou na podstavcích další dvě sošky církevních Otců. V nice vstupního oblouku se nachází oltář svatého Kříže. Má barokní krucifix nad oltářní menzou a pochází z období kolem roku 1710. Na menze je barokní soška svatého Václava a barokní Pieta.